# Gospodarka Serbii
Gospodarka Serbii – jest gospodarką mieszaną. Przechodzi transformację z centralnie kierowanej (socjalistycznej) w gospodarkę rynkową (kapitalistyczną) po rozpadzie Jugosławii.

## Historia
Serbia była jedną z najbardziej rozwiniętych gospodarczo republiką dawnej Jugosławii. Wojny domowe 1990–95 (wojna w Chorwacji, wojna w Bośni i Hercegowinie), w tym embarga nałożone przez ONZ, spowodowały głęboki kryzys gospodarczy – straty i koszt szacowany był na 30–50 mld USD. Naloty lotnictwa NATO w 1999 zniszczyły część infrastruktury przemysłowej.
Dzięki reformom wolnorynkowym w 2001 roku stabilnie rozwijała się do 2008 roku, ze średnim tempem 5,9%. Dynamiczny rozwój zmniejszył presję reformatorką na rządzących, przez co większość problemów nie została rozwiązana.

## Ustrój gospodarczy

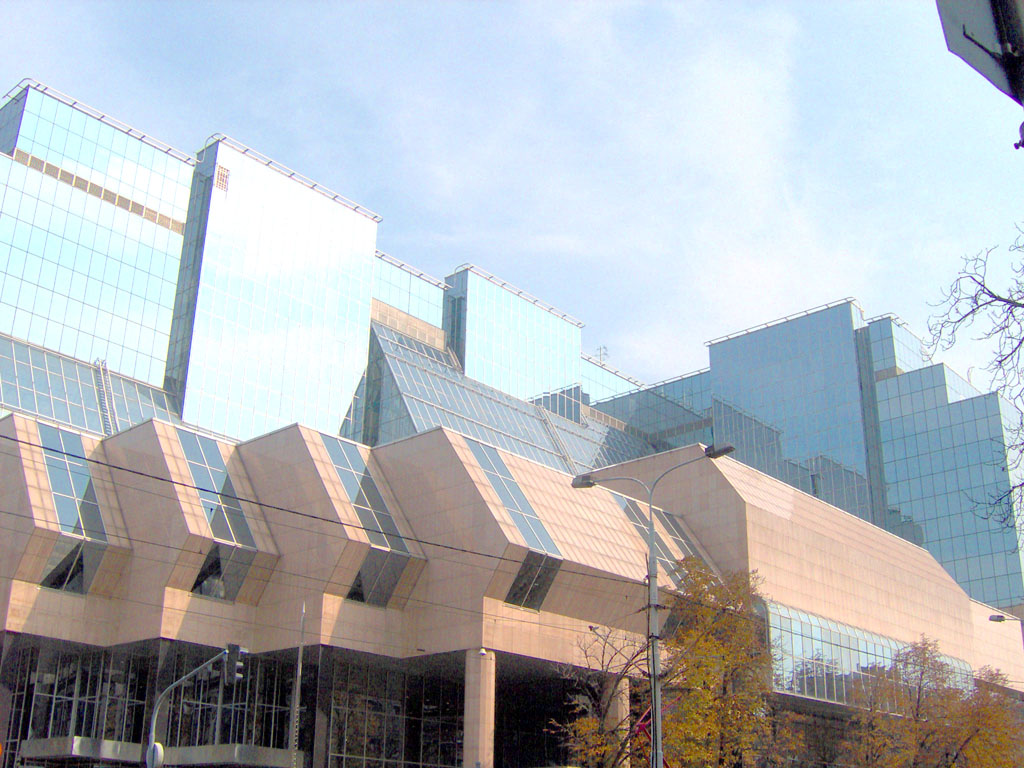
Bank Centralny Serbii w Belgradzie

Gospodarka Serbii opiera się na zasadach rynkowych (z zachowaniem dialogu społecznego między związkami zawodowymi a pracodawcami), swobodzie prowadzenia działalności gospodarczej, niezależności i samodzielności podmiotów gospodarczych oraz na równoprawności wszystkich form własności. Swoboda prowadzenia działalności gospodarczej może być ograniczona ustawą, np. w celu ochrony zdrowia publicznego czy w celu ochrony środowiska naturalnego. Co do zasady zakazane są działania ograniczające konkurencję i sprzyjające powstawaniu monopoli.
Wszystkie podmioty działające na rynku (krajowe i zagraniczne) mają jednakowy status prawny. Zagraniczne osoby prawne i fizyczne, zgodnie z ustawą lub odpowiednią umową międzynarodową, mogą nabywać nieruchomości na własność. Obcokrajowcy mają prawo do ubiegania się o koncesje na korzystanie z bogactw naturalnych i dóbr użytku publicznego.
Obszar kraju jest jednolitym rynkiem towarowym, pracy, kapitału i usług.
Środkiem płatniczym jest dinar serbski, którego emitentem jest Narodowy Bank Serbii.

## Ogólna charakterystyka sytuacji gospodarczej
Od roku 2008 gospodarka Serbii znajduje się w cyklu rozwoju i regresu. Według danych Krajowego Urzędu Statystycznego produkt krajowy brutto na koniec 2012 r. zmniejszył się o 1,7%. Kluczowym problemem serbskiej gospodarki jest narastanie deficytu finansów publicznych (finansowanego emisją obligacji i podwyżkami podatków, np. w 2012 pięciokrotnie dokonano podwyżek akcyzy na paliwa oraz podwyższono podatek VAT o 2 punkty procentowe) i przerost sektora publicznego (ok. 1/3 zatrudnienia pochłaniającego 60% przychodów państwa). Kolejne rządy odkładają niezbędne reformy, obawiając się niezadowolenia społecznego.

### Bezrobocie
Bezrobocie osiągnęło szczytową wartość 22,5% w 2012 roku, po czym zaczęło powoli spadać. W 2016 wynosiło ok. 16%.

## Główne sektory gospodarki
Największy udział w gospodarce mają: rolnictwo (udział 7,4% PKB w 2016), budownictwo (4,8%), przemysł (20,9%), sektor publiczny (12,7%), usługi (15,3%).

### Rolnictwo
Użytki rolne obejmują ok. 70% powierzchni Serbii, z czego 55% to grunty orne.
Dominuje uprawa kukurydzy, jęczmienia, buraków cukrowych, i pszenicy. Hoduje się trzodę chlewną, bydło, drób, owce i kozy.

### Przemysł
Do głównych gałęzi przemysłu należy przemysł metalurgiczny, maszynowy, spożywczy, chemiczny, włókienniczy, odzieżowy, skórzany i elektrotechniczny.
W przemyśle wydobywczym dominuje wydobycie lignitu. Eksploatuje się złoża rud miedzi, cynku, ołowiu, żelaza, chromu, molibdenu, magnezytu, manganu, i boksytów.

### Infrastruktura
Połączenia lądowe obejmują prawie 43 tys. km dróg i 4100 km linii kolejowych.
Główne miasta (Nowy Sad, Belgrad, Nisz) połączone są autostradami.
Międzynarodowe połączenia lotnicze istnieją na lotniskach w Belgradzie i Niszu.
Główne rzeki (Dunaj, Sawa, Cisa) są żeglowne i połączone kanałami. Główne porty rzeczne znajdują się w Belgradzie, Smederevie i Nowym Sadzie.
W 2016 roku zliberalizowano towarowy rynek kolejowy, dzięki czemu w połowie 2016 roku ruszyło pierwsze niezależnie połączenie kolejowe zorganizowane przez Kombinovani Prevoz.

## Uczestnictwo w organizacjach i porozumieniach
Serbia jest członkiem wielu organizacji o charakterze ekonomicznym:
- Bank Światowy – od 2001
- Europejski Bank Odbudowy i Rozwoju – od 2001
- Europejski Bank Inwestycyjny – od 2001
- Międzynarodowy Fundusz Walutowy – od 2001
- Partnerstwo dla Pokoju – od 2006
- Rada Europy – od 2003
- Środkowoeuropejskie Porozumienie o Wolnym Handlu – od 2007

Stara się również o członkostwo w takich organizacjach jak:
- Unia Europejska – porozumienie o stabilizacji i stowarzyszeniu i status kandydata do członkostwa[13]
- Światowa Organizacja Handlu – kraj-obserwator
- Organizacja Współpracy Gospodarczej i Rozwoju

Serbia ma umowy o wolnym handlu z Rosją, Białorusią, Kazachstanem i Turcją.

## Handel zagraniczny
Gospodarka Serbii charakteryzuje się niskim poziomem eksportu i wysokim deficytem w handlu zagranicznym. Głównym partnerem handlowym jest Unia Europejska (63% eksportu i 62% importu).

### Relacje gospodarcze z Chinami
Serbia stara się utrzymywać Chiny jako partnera strategicznego (prócz USA, Rosji i UE), ze względów gospodarczych i politycznych (kwestia Kosowa). Chiny chcą przez Serbię budować południową odnogę Nowego Jedwabnego Szlaku – między portem Pireus a Europą Środkową.
W latach 2005–2015 Chiny zainwestowały w Serbii 125 mln euro. W 2016 największą chińską inwestycją było przejęcie huty w Smederevie za 46 mln euro. Za 608 mln USD kredytu z chińskiego banku Eximbank budowany jest (w połowie przez firmy chińskie) nowy blok elektrownic w Kostolac.

### Relacje gospodarcze z Polską
1 czerwca 2011 roku rządy Polski i Serbii podpisały umowy o współpracy ekonomicznej.
Na koniec 2012 roku wymiana towarowa między Polską a Serbią wyniosła 469,3 mln euro, w tym eksport z Polski 362,2 mln euro, a import z Serbii 107,1 mln euro. W tym samym roku inwestycje polskie w Serbii wyniosły 0,734 mln euro.